# Vegas Golden Knights
I Vegas Golden Knights sono una squadra di hockey su ghiaccio della National Hockey League con sede a Paradise, Nevada, nell'area metropolitana di Las Vegas. Il loro esordio è avvenuto nella stagione NHL 2017-2018.
Nella stagione NHL 2022-2023 hanno conquistato la loro prima Stanley Cup.
La squadra gioca le partite casalinghe a Las Vegas nella T-Mobile Arena.

## Storia
Nel 1991 la NHL tenne una partita giocata all'aperto nella città di Las Vegas tra i Los Angeles Kings e i New York Rangers all'esterno del Caesars Palace in pre-stagione. La città in seguito ha ospitato il "Frozen Fury", una competizione pre-stagionale tra i Los Angeles Kings e i Colorado Avalanche, mentre la cerimonia degli NHL Awards si tiene annualmente a Las Vegas dal 2009. Nel 2009 affiorarono voci secondo cui il produttore di Hollywood Jerry Bruckheimer avrebbe desiderato trasferire la franchigia allora nota come Phoenix Coyotes nel Nevada.
Voci di un expansion team a Las Vegas fecero ritorno nell'agosto 2014, anche se questi furono negati dalla lega. Nel novembre 2014, una notizia non confermata affermò che la lega aveva scelto i miliardari Bill Foley e la famiglia Maloof (ex proprietari dei Sacramento Kings della NBA e fondatori del Palms Casino Resort) per guidare un gruppo con lo scopo di portare una squadra a Las Vegas. Nel dicembre 2014, la NHL permise a Foley di tenere un evento per attirare attenzione attorno alla possibile nuova squadra Las Vegas, nonostante il commissioner Gary Bettman avesse anche avvertito i media di "[non] immaginare più di quanto ci sia in realtà".
Nel giugno 2015, la lega aprì ufficialmente la possibilità di presentare delle candidature per dei nuovi expansion team. Oltre a Foley, vi fu anche una proposta per ridare vita ai vecchi Québec Nordiques a Québec. Sia Las Vegas sia Québec furono invitate alla seconda fase del piano di espansione nell'agosto 2015, dopo di che ebbero accesso alla terza fase.
A un incontro tra i proprietari della lega tenuto il 22 giugno 2016 a Las Vegas, la nuova squadra fu approvata con un voto unanime, progettando di iniziare a farla giocare nella stagione 2017–18. Essa divenne così la prima franchigia dei quattro maggiori sport professionistici americani con sede a Las Vegas e la prima squadra di espansione della NHL dal 2000. Foley si impegnò a pagare alla lega una tassa di ingresso di 500 milioni di dollari iniziando le procedure per assumere lo staff dirigenziale e dare un'identità alla squadra. Foley annunciò che l'ex general manager dei Washington Capitals George McPhee sarebbe stato il primo della storia del club. Il 22 novembre 2016 fu rivelato ufficialmente il nome di "Vegas Golden Knights".

## Informazioni

### Nome

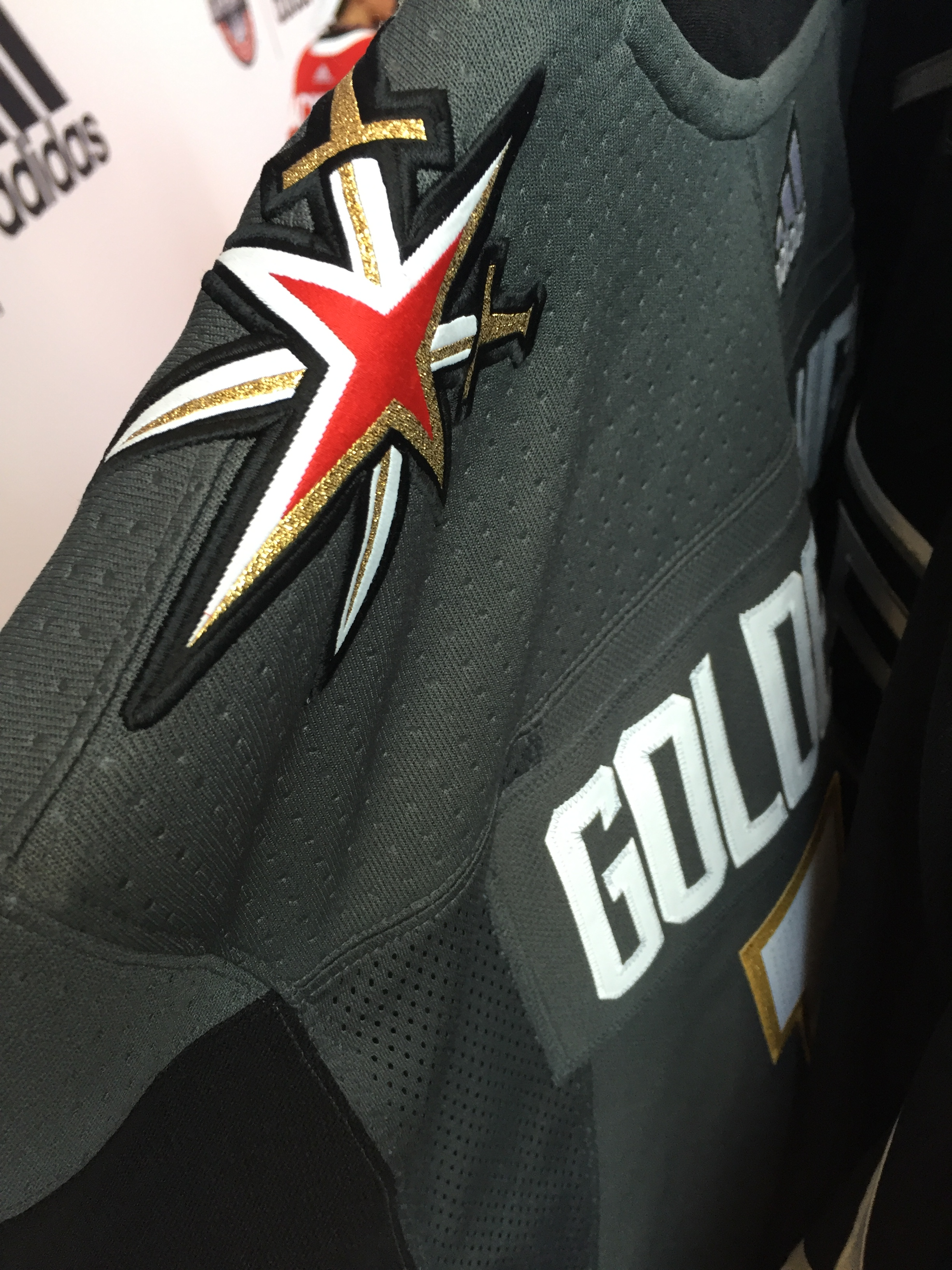
Una divisa di gioco dei Golden Knights con impresso sulla spalla il logo secondario della squadra

Il nome della squadra include "Knights" come omaggio ai Black Knights della United States Military Academy, l'alma mater di Foley e perché i "cavalieri" (knights) sono, secondo Foley, "l'epitome della classe guerriera". Foley sperava di potere nominare la squadra "Black Knights" ma vi rinunciò dopo avere incontrato la resistenza dei dirigenti federali. Foley non poté inoltre chiamare la squadra "Vegas Knights" poiché i London Knights detengono i diritti del nome "Knights" in Canada.
"Golden" fu incluso nel nome poiché l'oro è, secondo Foley, il "metallo numero 1" e perché il Nevada è lo Stato che produce la maggiore quantità di oro degli Stati Uniti.
"Las" fu omesso dal nome della squadra perché, sempre secondo Foley, i residenti tendono a riferirsi alla città semplicemente come "Vegas" e perché un nome di quattro parole sarebbe stato troppo lungo.

### Mascotte
La mascotte dei Golden Knights è un mostro di Gila chiamato "Chance". È stato presentato nella seconda gara casalinga della squadra il 13 ottobre 2017. La squadra optò per non utilizzare un cavaliere come mascotte poiché, osservando le squadre che in passato aveva fatto tale scelta, non avevano trovato che essa si adattasse al pubblico dei bambini.

## Record stagione per stagione
| Abbreviazione | Definizione           |
| ------------- | --------------------- |
| PG            | Partite giocate       |
| V             | Vittorie              |
| S             | Sconfitte             |
| OTL           | Sconfitte in overtime |
| Pts           | Numero di punti       |
| GF            | Gol fatti             |
| GS            | Gol subiti            |

| Stagione  | Regular Season | Regular Season | Regular Season | Regular Season | Regular Season | Regular Season | Regular Season | Regular Season      | Postseason | Postseason | Postseason | Postseason | Postseason | Postseason |
| Stagione  | PG             | V              | S              | OTL            | Pts            | GF             | GS             | Posizione finale    | PG         | V          | S          | GF         | GS         | Posizione finale |
| --------- | -------------- | -------------- | -------------- | -------------- | -------------- | -------------- | -------------- | ------------------- | ---------- | ---------- | ---------- | ---------- | ---------- | --- |
| 2017-2018 | 82             | 51             | 24             | 7              | 109            | 272            | 228            | 1º Pacific Division | 20         | 13         | 7          | 57         | 47         | Vince nei Primo Round, 4–0 contro i Kings Vince nel Secondo Round, 4–2 contro i Sharks Vince in finale di Conference, 4–1 contro i Jets Perde la Stanley Cup, 1–4 contro i Capitals |
| 2018-2019 | 82             | 43             | 32             | 7              | 93             | 249            | 230            | 3º Pacific Division | 7          | 3          | 4          | 25         | 23         | Perde nel Primo Round, 3–4 contro i Sharks |
| 2019-2020 | 71             | 39             | 24             | 8              | 86             | 227            | 211            | 1º Pacific Division | 20         | 12         | 8          | 57         | 44         | Vince nel Primo Round, 4–1 contro i Blackhawks Vince nel Secondo Round, 4–3 contro i Canucks Perde in finale di Conference, 1–4 contro i Stars                                      |
| 2020-2021 | 56             | 40             | 14             | 2              | 82             | 191            | 124            | 2º West Division    | 19         | 10         | 9          | 53         | 46         | Vince nel Primo Round, 4–3 contro i Wild Vince nel Secondo Round, 4–2 contro i Avalanche Perde in semifinale, 2–4 contro i Canadiens                                                |
| 2021-2022 | 82             | 43             | 31             | 8              | 94             | 266            | 248            | 4º Pacific Division | —          | —          | —          | —          | —          | Non qualificati |
| 2022-2023 | 82             | 51             | 22             | 9              | 111            | 272            | 229            | 1º Pacific Division | 22         | 16         | 6          | 88         | 57         | Vince nei Primo Round, 4–1 contro i Jets Vince nel Secondo Round, 4–2 contro i Oilers Vince in finale di Conference, 4–1 contro i Stars Vince la Stanley Cup, 4–1 contro i Panthers |
|           | 455            | 267            | 147            | 41             | 575            | 1 477          | 1 270          |                     | 88         | 54         | 34         | 280        | 217        | |

## Giocatori e personale

### Roster
Roster aggiornato al 29 novembre 2017
| #  | N.                     | Giocatore                | Ruolo | Tira | Età | Acquisizione |
| -- | ---------------------- | ------------------------ | ----- | ---- | --- | ------------ |
| 41 | Francia (bandiera)     | Pierre-Édouard Bellemare | LW    | S    | 32  | 2017         |
| 28 | Canada (bandiera)      | William Carrier          | LW    | S    | 22  | 2017         |
| 35 | Svezia (bandiera)      | Oscar Dansk              | G     | S    | 23  | 2017         |
| 21 | Canada (bandiera)      | Cody Eakin               | C     | S    | 26  | 2017         |
| 5  | Canada (bandiera)      | Deryk Engelland (A)      | D     | D    | 35  | 2017         |
| 29 | Canada (bandiera)      | Marc-André Fleury        | G     | S    | 33  | 2017         |
| 56 | Finlandia (bandiera)   | Erik Haula               | LW    | S    | 26  | 2017         |
| 77 | Canada (bandiera)      | Brad Hunt                | D     | S    | 29  | 2017         |
| 71 | Svezia (bandiera)      | William Karlsson         | C     | S    | 23  | 2017         |
| 33 | Canada (bandiera)      | Maxime Lagace            | G     | S    | 24  | 2017         |
| 13 | Canada (bandiera)      | Brendan Leipsic          | LW    | S    | 23  | 2017         |
| 24 | Svezia (bandiera)      | Oscar Lindberg           | F     | S    | 26  | 2017         |
| 81 | Canada (bandiera)      | Jonathan Marchessault    | C     | D    | 26  | 2017         |
| 25 | Stati Uniti (bandiera) | Stefan Matteau           | LW    | S    | 23  | 2017         |
| 3  | Canada (bandiera)      | Brayden McNabb           | D     | S    | 26  | 2017         |
| 15 | Stati Uniti (bandiera) | Jon Merrill              | D     | S    | 25  | 2017         |
| 6  | Canada (bandiera)      | Colin Miller             | D     | D    | 25  | 2017         |
| 18 | Canada (bandiera)      | James Neal (A)           | RW    | S    | 30  | 2017         |
| 92 | Rep. Ceca (bandiera)   | Tomas Nosek              | C     | S    | 25  | 2017         |
| 57 | Canada (bandiera)      | David Perron (A)         | LW    | D    | 29  | 2017         |
| 47 | Svizzera (bandiera)    | Luca Sbisa (A)           | D     | S    | 27  | 2017         |
| 88 | Stati Uniti (bandiera) | Nate Schmidt             | D     | S    | 26  | 2017         |
| 19 | Canada (bandiera)      | Reilly Smith (A)         | RW    | S    | 26  | 2017         |
| 4  | Canada (bandiera)      | Clayton Stoner           | D     | S    | 32  | 2017         |
| 30 | Canada (bandiera)      | Malcolm Subban           | G     | S    | 23  | 2017         |
| 27 | Canada (bandiera)      | Shea Theodore            | D     | S    | 22  | 2017         |
| 89 | Stati Uniti (bandiera) | Alex Tuch                | RW    | D    | 21  | 2017         |

### Numeri ritirati
Il 31 marzo 2018 i Golden Knights hanno ritirato la maglia numero 58, in onore delle 58 vittime della sparatoria avvenuta proprio a Las Vegas nell'ottobre 2017. Inoltre il numero 99 è stato ritirato per tutta la NHL in onore di Wayne Gretzky.

### Capi-allenatore
- Gerard Gallant (2017–presente)

### General manager
- George McPhee (2016[24]–presente)